# رومئو ساچتی
رومئو ساچتی (انگلیسی: Meo Sacchetti؛ زادهٔ ۲۰ اوت ۱۹۵۳) بازیکن بسکتبال اهل ایتالیا است.
وی در مسابقات کشوری و بین‌المللی در مجموع برندهٔ ۱ مدال طلا، ۱ مدال نقره، ۱ مدال برنز شده‌است.